# دعم جوي قريب

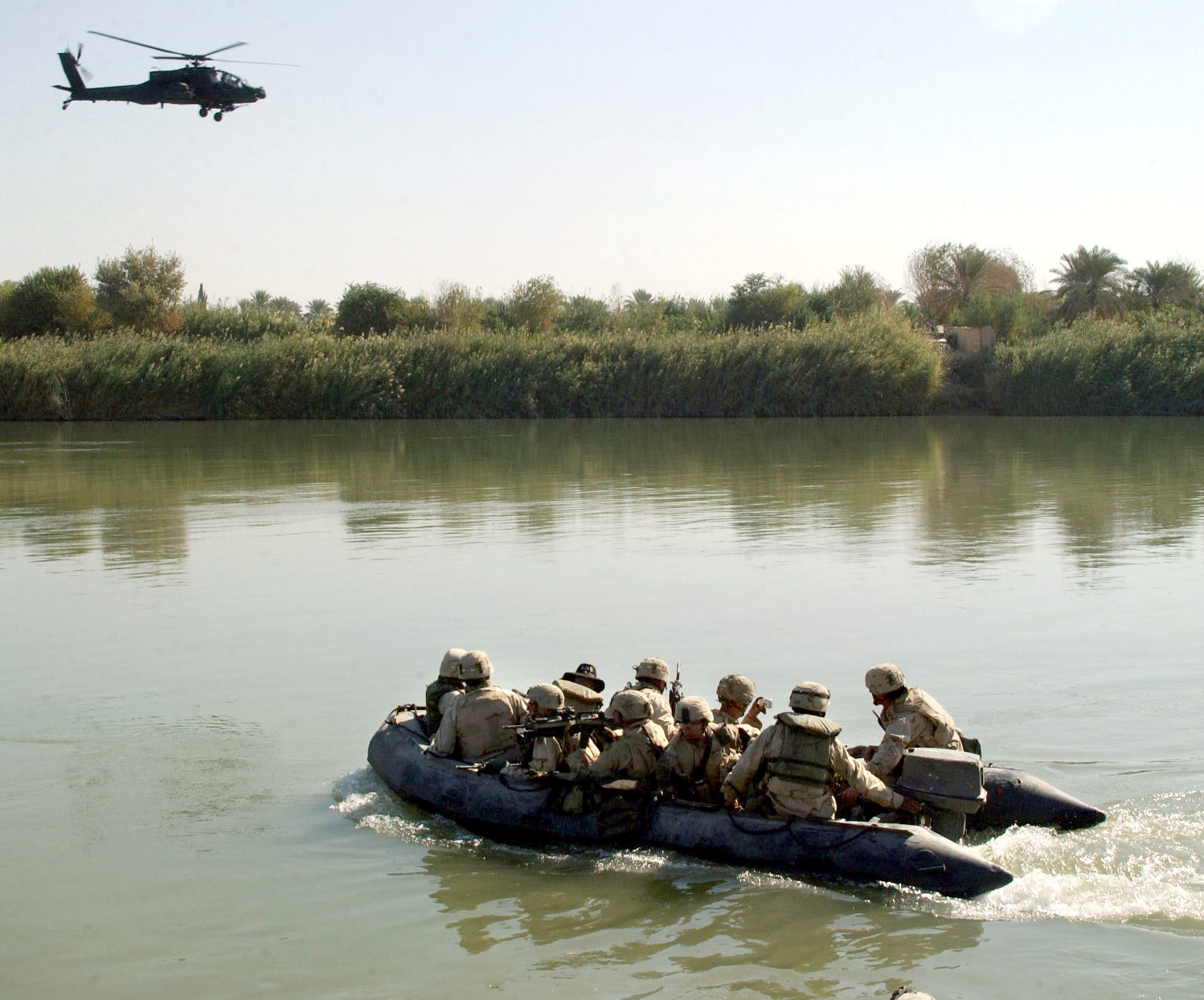
جنود أمريكيون على نهر دجلة مع غطاء جوي. (دعم جوي قريب)

دعم جوي قريب (بالإنجليزية: Close air support)‏ في التكتيكات العسكرية، يتم تعريف الدعم الجوي القريب (CAS)، بأنه عمل عسكري جوي، يتم باستخدام طائرات ثابتة الجناحين أو مروحيات، ضد أهداف معادية تكون عادة قريبة من القوات البرية أو القوات البحرية الصديقة، ويتطلب تنسيق متكامل ومفصل القوة المهاجمة والقوات الصديقة. يمكن إجراء القصف الجوي القريب باستخدام القنابل الجوية، والقنابل الانزلاقية والصواريخ والمدافع الآلية والرشاشات وحتى الأسلحة الموجهة بالطاقة مثل الليزر. بسبب القرب بين القوات الحليفة والمعادية فإن التنسيق يكون عامل حاسم. 
كانت الحرب العالمية الأولى أول صراع يستخدم الدعم الجوي القريب على نطاق واسع، وإن كان ذلك باستخدام أساليب بدائية نسبيًا على النقيض من الحروب اللاحقة، وأصبح من الواضح أن التنسيق المناسب بين القوات الجوية والبرية عبر الراديو يجعل الهجمات أكثر فعالية. إستُخدم الدعم الجوي القريب بشكل ملحوظ في العديد من الصراعات خلال فترة ما بين الحربين العالميتين - بما في ذلك الحرب البولندية السوفيتية، والحرب الأهلية الإسبانية، والثورة العراقية، وحرب تشاكو -. شهدت الحرب العالمية الثانية التبني العالمي لدمج القوة الجوية في حرب الأسلحة المشتركة، حيث طور جميع الجيوش الرئيسية في الحرب تقنيات تنسيق جوية برية فعالة بحلول نهاية الصراع. ظهرت أيضًا تقنيات جديدة، مثل استخدام التحكم الجوي المتقدم لتوجيه طائرات الدعم الجوي القريب وتحديد خطوط الغزو. استمر الدعم الجوي القريب في الانتشار خلال صراعات الحرب الباردة، وخاصة الحرب الكورية وحرب فيتنام؛ وشملت المعالم الرئيسية إدخال الطائرات العمودية الهجومية والطائرات الحربية وطائرات الهجوم المُخصصة للدعم الجوي القريب.

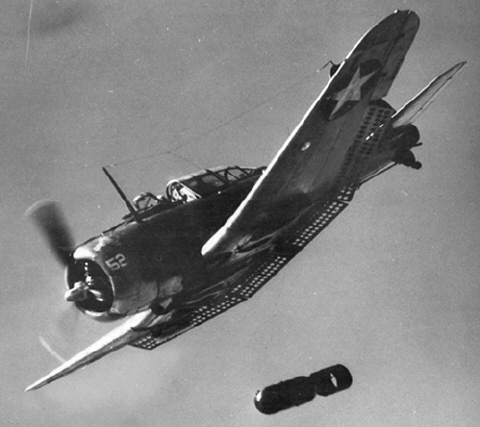
طائرة البحرية الأمريكية تسقط قنبلتها خلال الحرب العالمية الثانية.

بدأت القوات الجوية الأمريكية عام 2009 بالبدأ في برنامج لاقتناء مُقاتلات دعم أرضى خفيفة LAAR لأسطولها لتقليل تكاليف المقاتلات النفاثة باهظة الثمن.

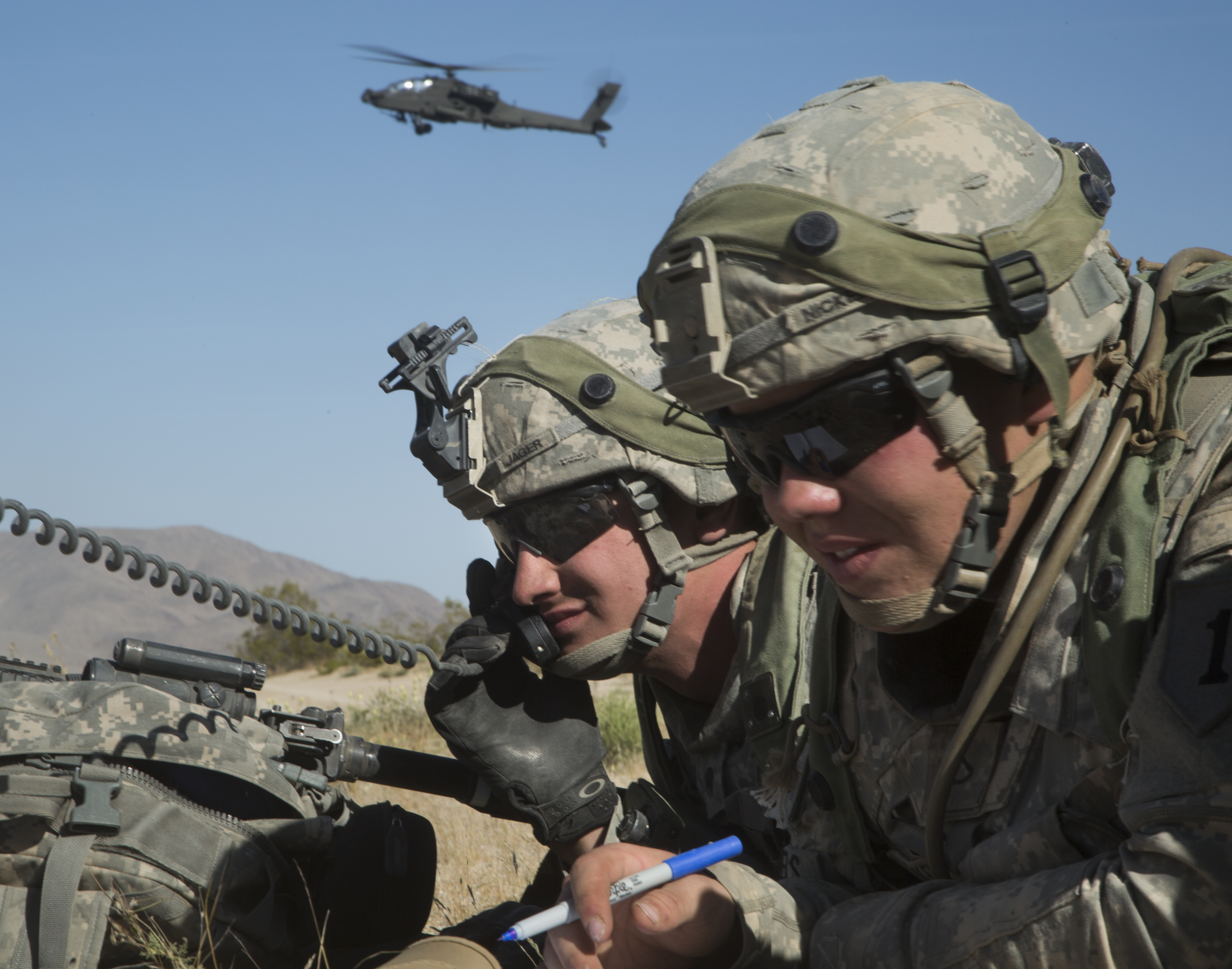
جنود من الجيش الأمريكي ينسقون الدعم الجوي القريب. في الخلفية، طائرة الدعم الجوي القريب المذكورة، مروحية هجومية من طراز AH-64E Apache Guardian.

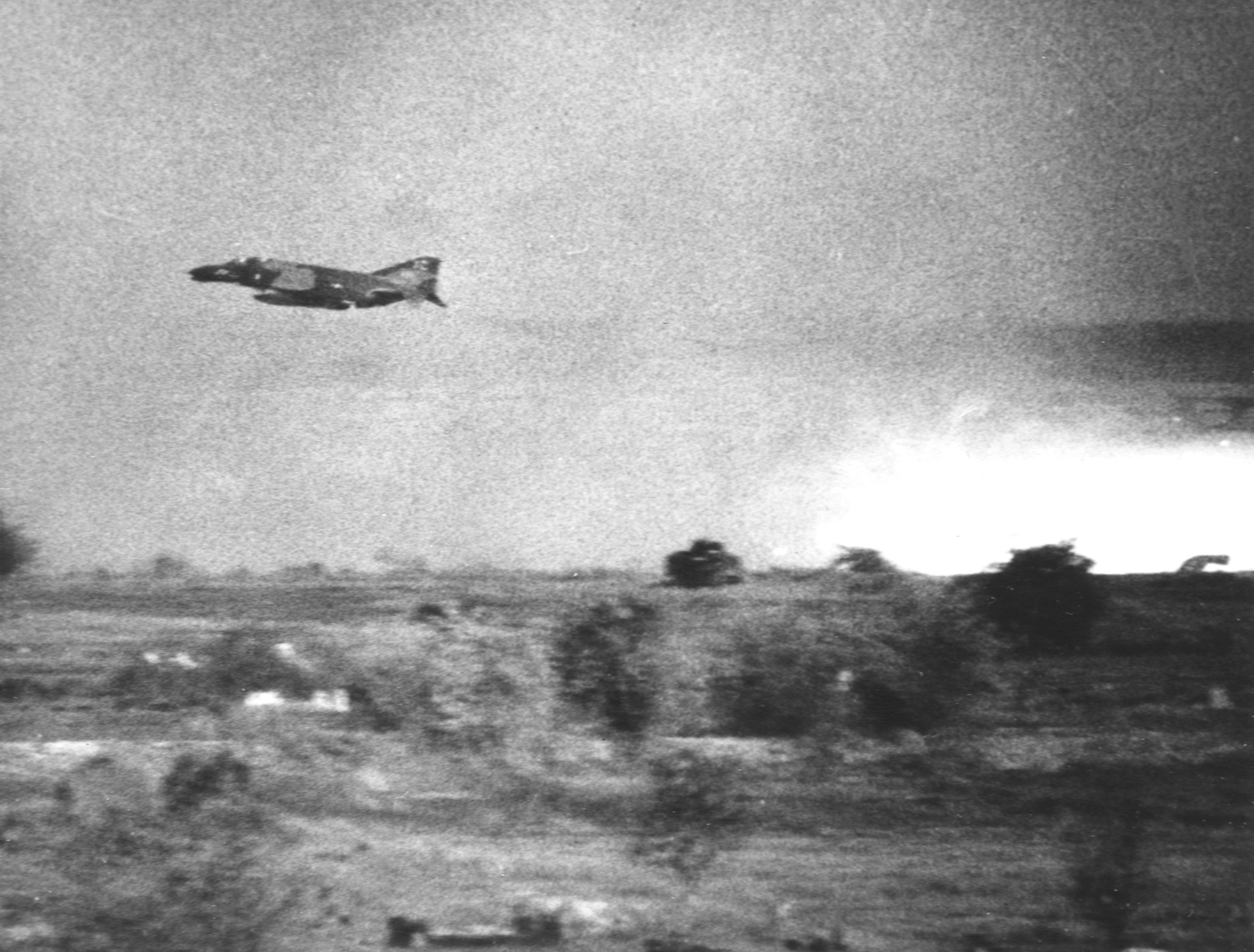
طائرة F-4 فانتوم 2 تابعة للقوات الجوية الأمريكية تقدم الدعم الجوي القريب للمركبات المدرعة الأمريكية أثناء حرب فيتنام.